# Neolophosia shannoni
Neolophosia shannoni là một loài ruồi trong họ Tachinidae.